# Stenus biguttatus
Stenus biguttatus (лат.) — вид жуков-стафилинид из подсемейства Steninae. Распространён в Европе, на Кавказе, в Грузии, Азербайджане, Сибири, Сахалине, Северной Азии, Китае и Японии.
Длина тела взрослых насекомых 4,3—5,5 мм. Тело тонкое, чёрное, с серой нижней стороной, мелкоточечное и мелкоморщинистое. На каждом из надкрылий по одному круглому красному или жёлтому пятну. Темя с приподнятой линией, задняя часть груди с вдавленной маленькой линией.
Глаза выдаются с боков. Нижняя губа, с нижнегубными щупиками, которые при беге могут укорачиваться, используются для поимки добычи. Питаются часто ногохвостками.